# ATR 42
ATR 42 — пасажирський двомоторний турбогвинтовий літак для середньомагістральних перельотів. Виробник — франко-італійський концерн ATR. Літак випускається з 1984 року як у Франції, так і в Італії. Номер «42» в назві літака означає кількість пасажирських місць, що варіюється між 40 і 50. На базі цього літака побудований ATR 72.

## Проєктування і розробка

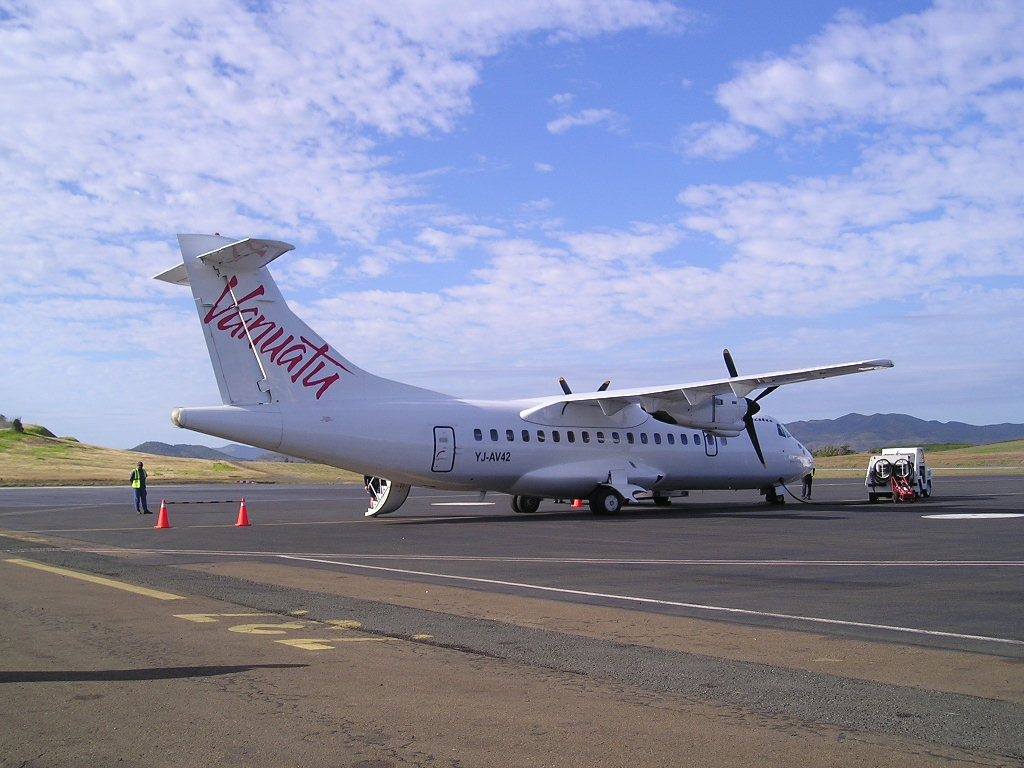
ATR 42-320 авіакомпанії Vanair в аеропорту Бауерфілд

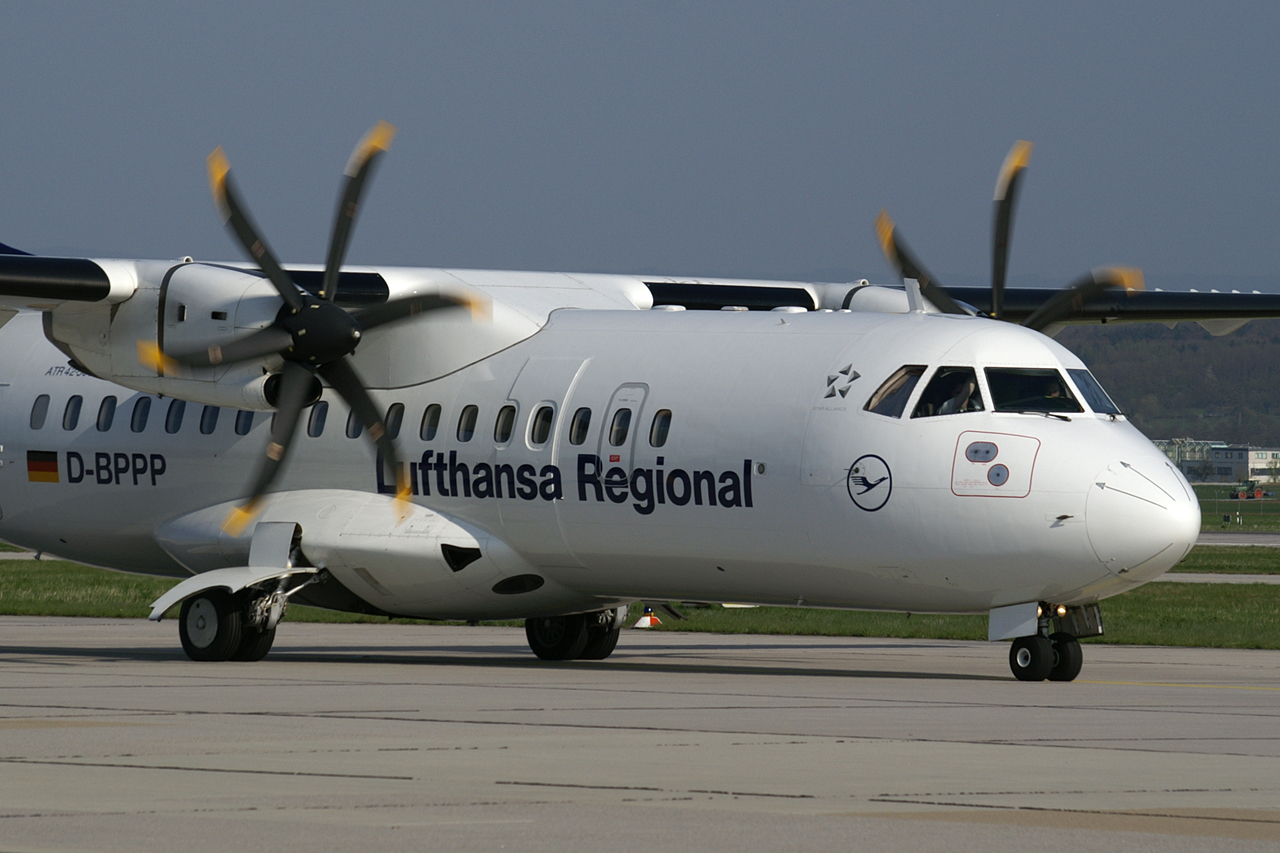
ATR 42-500 авіакомпанії Lufthansa Regional в аеропорту Штутгарта.

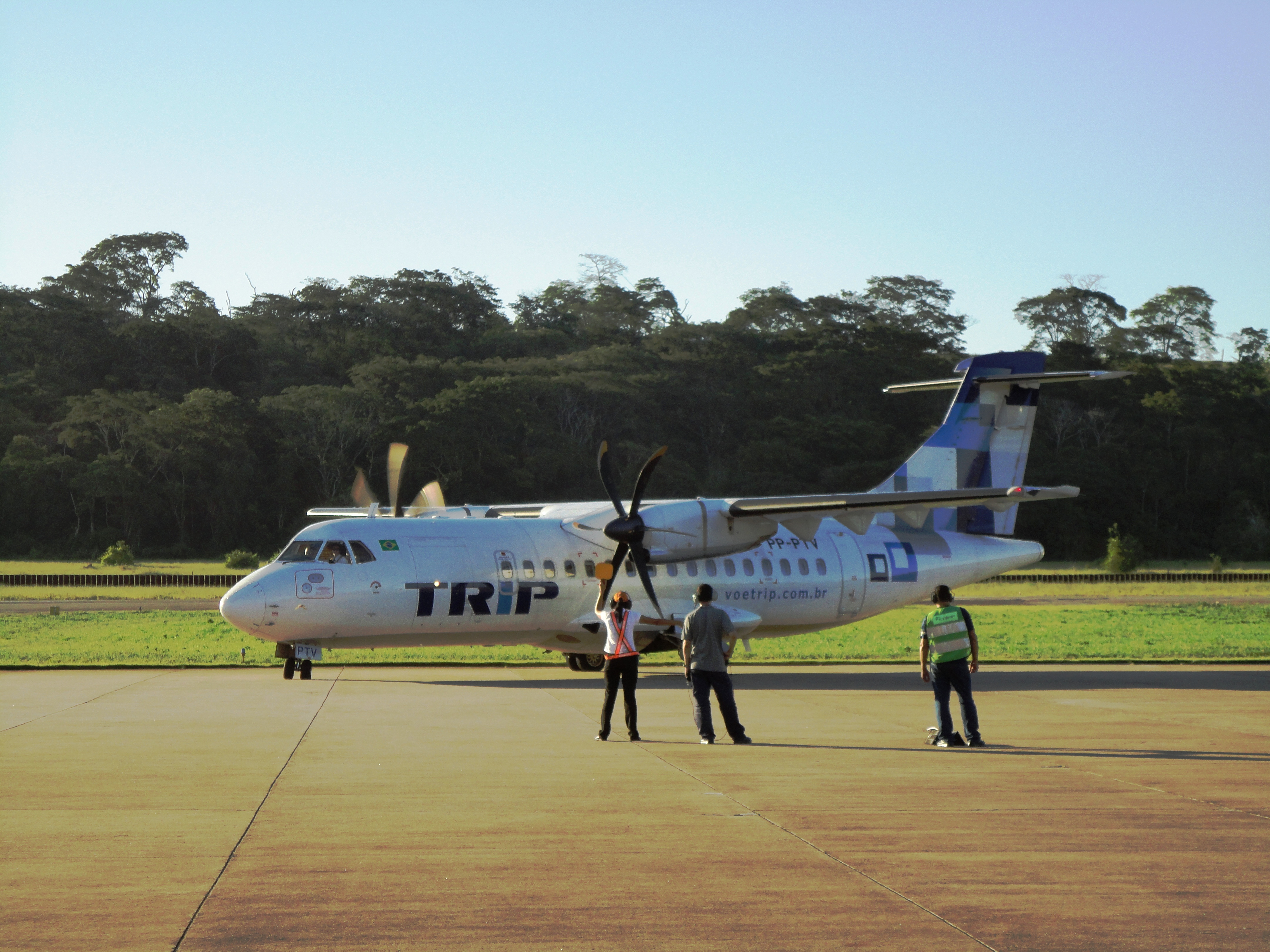
ATR 42 авіакомпанії TRIP Linhas Aéreas

Про розробку літака ATR 42-300 було оголошено у 1981 році, а перший політ відбувся 16 серпня 1984 року. У вересні 1985 року літак пройшов сертифікацію у Франції та Італії і вже 3 грудня 1985 року відбувся перший комерційний політ у французькій авіакомпанії Air Littoral. Цей початковий варіант ATR 42 виготовлявся до 1996 року. Наступним оновленням була модель ATR 42-320 (також знята в 1996), що відрізнялася наявністю потужніших двигунів PW-121 для збільшення продуктивності в умовах спеки та високогір'я. ATR 42-300QC — версія для швидкої конвертації між вантажним і пасажирським варіантом −300 серії.
Зараз у виробництві знаходиться −500 серія. Це абсолютно новий літак нового покоління з новими двигунами, новими гвинтами, збільшеною продуктивністю в умовах спеки та високогір'я, підвищеною вантажопідйомністю і поліпшеним салоном. Перший 50-місний ATR 42-500 був сертифікований в липні 1995 року.

## Варіанти
Існує шість основних варіантів ATR 42.

### ATR 42-200
ATR 42-200 — оригінальний прототип ATR 42 і лише декілька екземплярів було побудовано з метою тестування. Вони були оснащені двигунами Pratt & Whitney Canada PW-100 потужністю 1800 к. с.

### ATR 42-300
ATR 42-300 — стандартна версія, яка була у виробництві до 1996 року. Ця версія була оснащена двигунами Pratt & Whitney Canada PW-120 потужністю 2000 к. с.

### ATR 42-320
ATR 42-320 — вдосконалена версія ATR 42-300 з двигунами Pratt & Whitney Canada PW-121 потужністю 2100 к. с. Вона була розроблена для збільшення продуктивності, особливо в умовах спеки та високогір'я.

### ATR 42-400
ATR 42-400 — Це офіційна назва для пасажирської версії ATR 42 «Surveyor». −400 є вдосконаленою версією −320 з 6-лопатевими пропелерами, а двигуни залишилися без змін. Основним експлуатантом цієї версії літака є авіакомпанія Conviasa.

### ATR 42-500
ATR 42-500 — версія, яка зараз знаходиться у виробництві. Перша поставка відбулася у жовтні 1995 року. Це абсолютно нова конструкція з великою кількістю удосконалень для підвищення продуктивності та комфорту для пасажирів. Він має нові двигуни, нові пропелери, новий дизайн кабіни і збільшену злітну вагу. Ця версія відрізняється 6-лопатевими пропелерами, які обертаються за допомогою двигунів Pratt & Whitney Canada PW-127E потужністю 2400 к. с. з підвищеною продуктивністю в умовах спеки та високогір'я. Двигуни розраховані на зліт при температурі +45 С. Гвинти повністю електрично керовані і зроблені з композитного матеріалу. Також збільшено максимальну злітну вагу і дальність польоту до 1500 морських миль. Завдяки 6-лопатевим пропелерам і покращеній ізоляції, зменшено шум всередині нової кабіни, що спроєктована в «елегантному» стилі. Курсо-глісадна система сертифікована по CATII, а в кабіні пілотів продубльована навігаційна система Honeywell HT1000 FMS.

### ATR 42-600
2 жовтня 2007 року, виконавчий директор ATR, Стефан Майєр на прес-конференції у Вашингтоні оголосив про початок робіт над новою версією ATR 42-600. В нових ATR 42-600 будуть впроваджені останні технологічні удосконалення, а саме висока ефективність, покращена надійність, знижені витрати палива та експлуатаційні витрати. Зокрема, нові двигуни Pratt & Whitney Canada PW-127M (вони забезпечують збільшену на 5% потужність у злітному режиму, що полегшує зліт з коротких ЗПС, в спекотну погоду, та в умовах гірської місцевості); скляний кокпіт з п'ятьма рідкокристалічними дисплеями розробки Thales, що забезпечує посадку по CATIII та RNP можливості. Також в салоні встановлено нові полегшені і більш комфортабельні крісла, та збільшено розміри ніш для багажу.
4 березня 2010 року було виконано перший політ прототипу ATR 42-600 з тестовою реєстрацією F-WWLY.

### Інші версії
Всі версії ATR 42 сертифіковано для конвертації у вантажний варіант. Такі літаки використовуються авіакомпаніями FedEx, Aviavilsa, UPS, та DHL.

## Експлуатанти
Росія:
- UTair

 Франція:
- HOP!

 Бутан:
- Druk Air

## Технічні характеристики
|                                | ATR 42-200                          | ATR 42-300                          | ATR 42-320                          | ATR 42-500                        |
| ------------------------------ | ----------------------------------- | ----------------------------------- | ----------------------------------- | --------------------------------- |
| Екіпаж                         | 2                                   | 2                                   | 2                                   | 2                                 |
| Пасажиромісткість              | 42-50                               | 42-50                               | 42-50                               | 42-50                             |
| Довжина                        | 22.67 м                             | 22.67 м                             | 22.67 м                             | 22.67 м                           |
| Розмах крил                    | 24.57 м                             | 24.57 м                             | 24.57 м                             | 24.57 м                           |
| Висота                         | 7.59 м                              | 7.59 м                              | 7.59 м                              | 7.59 м                            |
| Площа крила                    | 54.5 м²                             | 54.5 м²                             | 54.5 м²                             | 54.5 м²                           |
| Коефіцієнт подовження крила    | 11.1:1                              | 11.1:1                              | 11.1:1                              | 11.1:1                            |
| База шасі                      | 8.78 м                              | 8.78 м                              | 8.78 м                              | 8.78 м                            |
| Довжина салону                 | 13.85 м                             | 13.85 м                             | 13.85 м                             | 13.85 м                           |
| Маса спорядженого:             | 10,500 кг                           | 10,500 кг                           | 10,500 кг                           | 11,250 кг                         |
| Максимальна злітна вага (MTOW) | 15,550 кг                           | 16,900 кг                           | 16,900 кг                           | 18,600 кг                         |
| Крейсерська швидкість          | 494 км/год на крейсерській висоті 1 | 494 км/год на крейсерській висоті 1 | 494 км/год на крейсерській висоті 1 | 554 км/год на крейсерській висоті |
| Практична дальність            | 885 км                              | 885 км                              | 885 км                              | 1,555 км                          |
| Обсяг паливних баків           | 5,625 л                             | 5,625 л                             | 5,625 л                             | 5,625 л                           |
| Практична стеля                | 7,600 м                             | 7,600 м                             | 7,600 м                             | 7,600 м                           |
| Двигуни (×2)                   | Pratt & Whitney Canada PW120        | Pratt & Whitney Canada PW120        | Pratt & Whitney Canada PW121        | Pratt & Whitney Canada PW127E     |

## Катастрофи та інциденти
Станом на 18 листопада 2012 року було втрачено 25 літаків типу ATR 42:
| Дата     | Бортовий номер | Місце           | Жертви   | Короткий опис |
| -------- | -------------- | --------------- | -------- | --- |
| 15.10.87 | I-ATRH         | передгір'я Альп | 37/37    | Мала швидкість при наборі висоти в умовах обледеніння, звалювання                                                              |
| 17.06.88 | F-WEGA         | Тулуза          | 0/3      | Тренувальний політ з вимкненням двигуна, впав після зльоту                                                                     |
| 21.08.94 | CN-CDT         | біля Тізуніна   | 44/44    | Імовірно, спрямований в піке КПС                                                                                               |
| 30.07.97 | F-GPYE         | Флоренція       | 1/17     | Перевищення посадкової швидкості, викочування за межі ЗПС                                                                      |
| 20.01.98 | EI-COC         | Альгеро         | 0/25     | Порив бічного вітру при посадці, викотився за межі ЗПС                                                                         |
| 25.10.98 | N143DD         | Сан-Хуан        | 0/27     | Не включене стояночне гальмо, зіткнення з наземним обладнанням                                                                 |
| 16.03.99 | PT-MFI         | Мукурі          | 0/н.д.   | Пожежа двигуна, зміг сісти, але отримав критичні пошкодження                                                                   |
| 11.10.99 | A2-ABB         | Габороне        | 1/1      | Захоплення літака звільненим пілотом, навмисне зіткнення із землею                                                             |
| 11.10.99 | A2-AJD         | Габороне        | 0/0      | Пошкоджений на стоянці в результаті падіння захопленого літака                                                                 |
| 11.10.99 | A2-ABC         | Габороне        | 0/0      | Пошкоджений на стоянці в результаті падіння захопленого літака                                                                 |
| 12.11.99 | F-OHFV         | біля Мітровіці  | 24/24    | Зіткнувся зі схилом пагорба при заході на посадку                                                                              |
| 26.12.99 | F-WQJN         | Дінар           | 0/0      | Пошкоджений на стоянці під час урагану                                                                                         |
| 11.10.00 | VP-BOF         | Богота          | 0/н.д.   | Пошкоджений на стоянці в результаті зіткнення з Boeing 727                                                                     |
| 30.03.01 | N37AE          | Фріпорт         | 0/0      | Пошкоджений на стоянці під час урагану                                                                                         |
| 18.06.01 | 4X-ATK         | Тель-Авів       | 0/н.д.   | Аварійна посадка з невипущеною правою стійкою шасі                                                                             |
| 14.09.02 | PT-MTS         | у Сан-Паулу     | 2/2      | Вантажний рейс, розбився незабаром після набору висоти                                                                         |
| 06.03.03 | I-ATRF         | Рим             | 0/45     | Під час рулювання підломилася ліва стійка шасі                                                                                 |
| 16.07.07 | PT-MFK         | Сан-Паулу       | 0/25     | Викочування з ВПП при посадці, передня стійка шасі підломилася                                                                 |
| 21.02.08 | YV1449         | біля Мериди     | 46/46    | Зіткнувся зі схилом гори незабаром після зльоту                                                                                |
| 08.05.08 | N904FX         | Ґрінсборо       | 0/0      | Пошкоджений на стоянці під час урагану                                                                                         |
| 08.05.08 | N905FX         | Ґрінсборо       | 0/0      | Пошкоджений на стоянці під час урагану                                                                                         |
| 27.01.09 | N902FX         | Лаббок          | 0/2      | Вантажний рейс, посадка до торця ЗПС                                                                                           |
| 27.01.09 | PK-YRP         | Калімантан      | 0/56     | Аварійна посадка після відмови обох двигунів. Списаний.                                                                        |
| 13.09.10 | YV1010         | Сьюдад-Гуаяна   | 14/47    | Розбився при заході на посадку через відмову техніки.                                                                          |
| 19.08.11 | AI-9501        | Агатті          | 0/0      | Викотився з ЗПС при посадці |
| 27.01.12 | VP-BLJ         | Внуково         | 1+0/н.д. | Авіатехнік спробував підставити стоянкові колодки до зупинки гвинта, працюючий гвинт зачепив голову авіатехніка — він загинув. |
| 05.06.12 | VQ-BKQ         | Красноярськ     | 0/50     | Пожежа в двигуні |
| 09.06.12 | OK-KFM         | Прага           | 0/0      | Пожежа в ангарі |
| 16.08.15 | ?              | Папуа           | 54/54    | Розбився в гірському районі |

### Споріднені розробки
- ATR 72

### Подібні літаки
- Ан-140
- Bombardier Dash 8
- Dornier 328
- Embraer EMB 120 Brasilia
- Fokker F27 та Fokker 50
- Іллюшин Іл-114
- Saab 340 та 2000
- Xian MA600
- CASA CN-235